# Турлыбаев, Елеусин
Елеуси́н Турлыба́ев (1900, Аулиеатинский уезд, Сырдарьинская область, Туркестанский край, Российская империя — неизвестно, Джамбулская область, Казахская ССР) — старший чабан колхоза «Ак-Тюбе» Таласского района Джамбулской области, Казахская ССР. Герой Социалистического Труда (1948).

## Биография
Родился в 1900 году в крестьянской семье в одном из сельских населённых пунктов Аулиеатинского уезда. С раннего возраста трудился в сельском хозяйстве, батрачил у местных баев. В 1930 году вступил в сельскохозяйственную артель. С 1939 года — чабан, старший чабан в колхозе «Ак-Тюбе» (с 1952 года — колхоз имени Ленина, с 1962 года — совхоз имени Ильича) Таласского района.
Ежегодно показывал высокие трудовые результаты в овцеводстве. В 1947 году вырастил 558 ягнят от 432 курдючных овцематок. Средний вес каждого ягнёнка к отбивке составил 40 килограммов. Указом Президиума Верховного Совета СССР от 23 июля 1948 года удостоен звания Героя Социалистического Труда за «получение высокой продуктивности животноводства в 1947 году» с вручением ордена Ленина и золотой медали «Серп и Молот» (№ 2475).
В 1957 году вырастил в среднем по 141 ягнёнка от каждой сотни овцематок. Из 546 полученных каракульских смушек первый сорт составил 80 %. За эти выдающиеся трудовые достижения был награждён Орденом Трудового Красного Знамени.
В 1964 году вышел на пенсию. Проживал в Джамбулской области (предположительно в ауле Кызылаут Таласского района, где его именем названа улица Елеусин Турлыбайулы). Дата смерти не установлена.
Награды
- Герой Социалистического Труда
- Орден Ленина
- Орден Трудового Красного Знамени (29.03.1958)